# 閩書
《閩書》，凡一百五十四卷，明代何喬遠撰。
万历三十六年（1608年），其子何九转病故，媳妇王承静自尽殉节，何乔远精神受到严重打击，開始撰述《閩書》。万历四十八年（1620年）成書。
《閩書》一書分二十二門，即《分野》、《方域》、《建置》、《風俗》、《版籍》、《扞圉》、《前帝》、《君長》、《文蒞》、《武軍》、《英舊》、《方技》、《宦寺》、《方外》、《閨閣》、《島夷》、《靈祀》、《祥異》、《萑葦》、《南產》、《蓄德》、《我私》。由於《閩書》體例的獨特性，引發不少争議，特別是不為朱熹立世家，不為當時官員所喜。崇禎元年（1628）三月，熊文燦出任福建巡撫，對《閩書》有興趣，“以師之志，不異乎聖人”，決定資助其出版，並要求何氏補寫萬曆四十四年至萬曆四十八年之事迹。崇禎二年，終於完成所有補修工作，得以刊印，共一百五十卷。
清朝康熙二十三年（1684年），郑开极《福建通志》即承袭于《闽书》。